# Amérik Média
 (septembre 2009).
Si vous disposez d'ouvrages ou d'articles de référence ou si vous connaissez des sites web de qualité traitant du thème abordé ici, merci de compléter l'article en donnant les références utiles à sa vérifiabilité et en les liant à la section « Notes et références ».
Amérik Média est une maison d'édition québécoise, fondée à Montréal en 2006 qui s'est fait connaître lors de la parution de son premier titre, Antonio le Grand, une biographie de l'homme fort Antonio Barichievich. D'autres publications médiatisées, comme Un Trombone rouge de Kyle MacDonald et Entendu à Montréal, ont contribué à faire connaître la jeune maison d'édition. La maison a également publié Pascal Patron, Jean-Pierre Lemasson, Normand Baillargeon, Philippe Bernier Arcand et Stéphan Bureau.